# 富士信元
富士 信元（ふじ のぶもと、生年不詳 - 延宝5年11月22日（1677年12月16日））は江戸時代の富士山本宮浅間大社の大宮司で、富士氏当主。

## 略歴

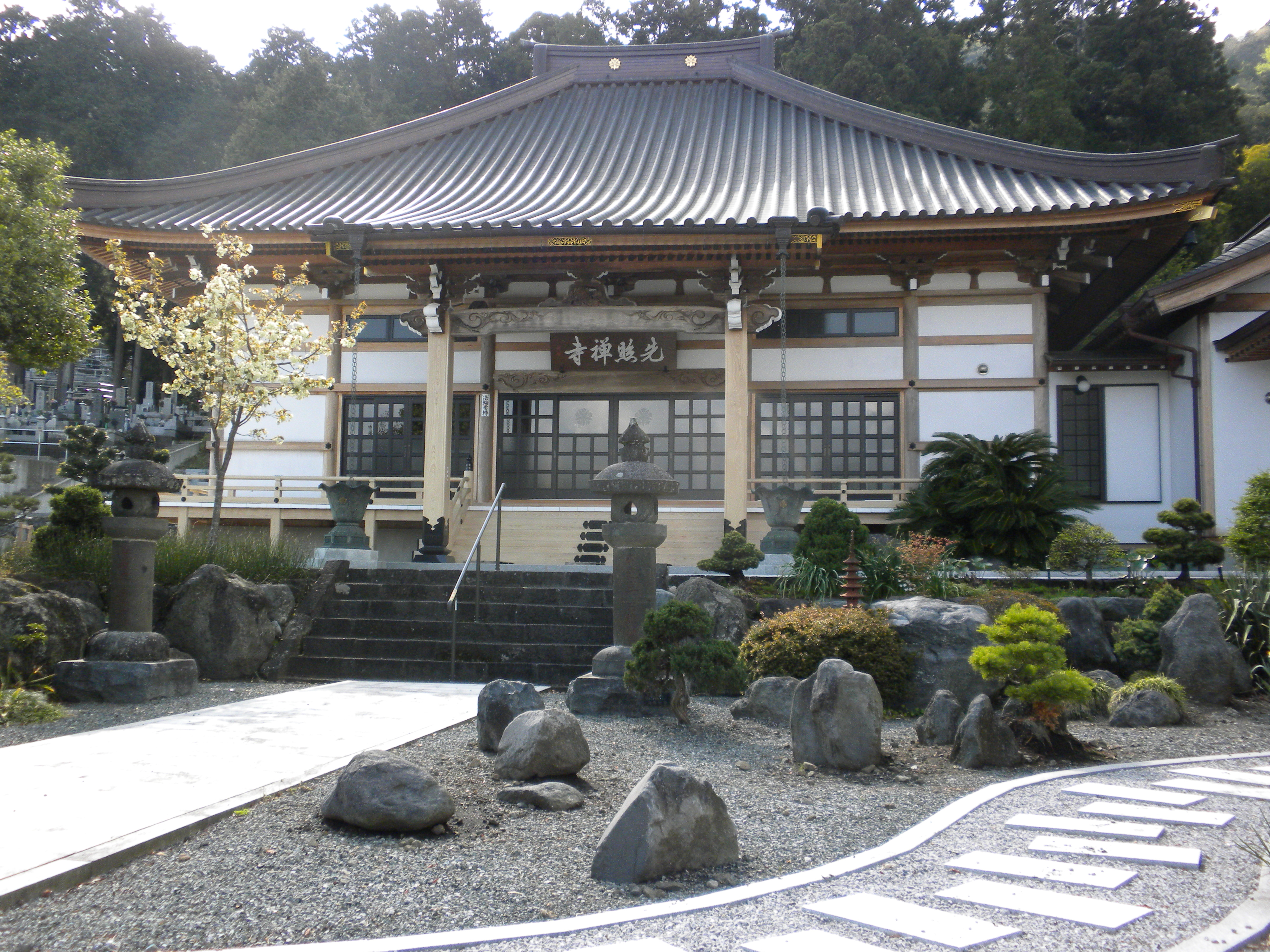
従来よりの富士家の菩提寺であった先照寺

富士山本宮浅間大社の富士大宮司であり、富士氏当主としては第三十四代にあたる。先代の富士大宮司である富士信公の嫡子であり、兄弟に富知六所浅間神社別当の東泉院（廃寺、現在の静岡県富士市）住持である快雅が居る。
寛文6年（1662年）に京都に上京し同年7月から9月まで在京、吉田家の伝授を受けたという。吉田家に伝わる『御広間雑記』の寛文6年8月24日の記録に「大宮司富士能登和迩部信元」とあり、位階は「従五位下」とある。
また信元の代に従来からの富士家の菩提寺であった先照寺に代わって宝積寺が定められ（現在の松山神社、静岡県富士宮市）、以後同寺が菩提寺であったという。戒名は法厳院殿光利定照大居士。